# DJ Arafat
Pour les articles homonymes, voir Arafat.
 (mai 2022).
Si vous disposez d'ouvrages ou d'articles de référence ou si vous connaissez des sites web de qualité traitant du thème abordé ici, merci de compléter l'article en donnant les références utiles à sa vérifiabilité et en les liant à la section « Notes et références ».
DJ Arafat,  de son vrai nom Ange Didier Houon, né le 26 janvier 1986 à Yopougon et mort le 12 août 2019 à Abidjan à la suite d'un accident de circulation, est un chanteur, compositeur, parolier, danseur-chorégraphe, producteur et arrangeur ivoirien,
Il est élevé au grade d'officier de l'ordre du mérite culturel ivoirien. Il est également appelé le roi du Coupé-décalé, du fait de son influence considérable sur la culture musicale ivoirienne,,

## Biographie

### Enfance
Ange Didier Houon, fils de Tina Glamour (aussi connue sous le nom de Tina Spencer) et de Pierre Houon« Wompi », tous deux musiciens, est né le 26 janvier 1986. Sa mère, une chanteuse  au style très controversé, a souvent été critiquée pour ses pas de danse et son style jugé trop audacieux. Élevé dans cette atmosphère médiatique où sa mère était souvent dépeinte comme vulgaire, notamment durant les années 1990 lorsqu'elle donnait des performances scéniques considérées comme obscènes, Didier Ange Houon a grandi avec cette image. Pendant que sa mère était absorbée par ses tournées, Didier, jeune adolescent, se retrouvait souvent livré à lui-même. Dès l'âge de 11 ans, il a commencé à fréquenter des groupes liés au banditisme local.
Ses demi-frères et demi-sœurs incluent Armand Stéphane Houon (alias TV3 DJ), Séverin Houon, Marie-Emmanuelle Houon, Yves Raymond Houon et Franck Olivier Prince Houon. Sur le plan ethnique, Arafat est  Guéré de père et Agni de mère

### Début
Il commence sa carrière musicale comme Dj à Abidjan, connait le succès en 2003 avec son premier titre « Hommage à Jonathan » et l’album Goudron Noir. Il s'envole pour deux mois à Paris puis revient en Côte d'Ivoire. Ce séjour a laissé de beaux souvenirs au DJ, et il y voit une belle opportunité économique. Pour son second voyage en France en 2005 organisé par Désiré Kouadio, il décide de rester dans la capitale française malgré l'expiration de son visa. Étranger en situation irrégulière en France pendant plus de cinq ans, il travaille en tant que disc-jockey dans un club africain et vend des CD piratés. Il est finalement arrêté par la police et passe un mois en centre de rétention administrative avant d'être expulsé vers la Côte d'Ivoire.
Entre-temps, il avait sorti un 2e album intitulé Femmes en 2005 dont la production est faite par David Monsoh et la communication et l'infographie par le Génie Ivoiro-Algerien Bébé Sheïl'a, puis un album en collaboration avec Meiway en 2006 et un single intitulé Abidjan-Paris, en duo avec Christy-B, en 2007.
DJ Arafat débute dans l'un des plus grands maquis d'Abidjan, appelé « le Shangaï », où il est repéré par le jeune producteur Roland Le Binguiste. C'est ainsi que le futur « président de la Chine populaire » se révèle au grand public grâce au morceau Hommage à Jonathan en 2003.
En 2015, il remporte le titre d'artiste africain le plus influent à l'international par Forbes Afrique et Trace Africa.

### Carrière
De retour sur les rives de la lagune Ébrié après deux ans et demi d'absence, il signe son retour en duo avec Debordo Leekunfa. Le « chouchou » du coupé-décalé, en 2008, depuis en duo avec Debordo Leekunfa, sort un nouvel opus qui promeut une nouvelle danse appelée le Kpangor. Le concept et les singles qui s'ensuivent deviennent des succès sur le continent africain, grâce à son passage au Gabon principalement et au Burkina Faso en passant par le Cameroun. Des tubes naissent dans un bref laps de temps : Kpangor, Confirmation Kpangor, Lebede 2, 25 25 Arachide, Bouddha. Ces tubes s'imposent très vite et arrivent en tête des classements ouest-africains. Entre-temps, il sort des freestyles ou encore des atalakus qui rencontrent un tel succès qu'après leurs sorties, toutes les dix minutes en moyenne, un média musical ou un maquis les diffusaient, il s'agit de Spot 2009 (août 2009), Le spécial Stéphane Sessègnon et Marie-Claude Sessegnon (été 2009 en duo avec Debordo Leekunfa), Interdit aux moins de 30 ans (septembre 2009), Retour en clash (octobre 2009) et Cadeau de fin d'année (décembre 2009). Pour ses prestations scéniques, il engage trois célèbres et talentueux danseurs dénommés Magicien, Ordinateur et Bébé sans os.
En 2008, il participe au single à succès African tonik avec Mokobé, Mohamed Lamine et Mory Kanté, la chanson promo devient Tube de l'été en France. La même année, pour soutenir le single, il met sur le marché « Cadeau du siècle » un mélange de RnB contemporain et de coupé-décalé.
En juillet 2009, selon certaines sources, le footballeur Samuel Eto'o aurait offert à Arafat DJ une montre estimée à 80 000 € ainsi qu'une voiture de marque BMW, témoignant de l’admiration que lui portaient certaines célébrités.

#### Roi du coupé-décalé
Depuis la sortie de son premier titre en hommage à DJ Jonathan, Arafat DJ a connu une forte notoriété sur la scène musicale ivoirienne. La majorité de ses singles suivants ont rencontré un succès commercial notable. Le single Gladiator a été mis sur le marché le 16 décembre 2009, suivi de l’album, sorti le 19 juin 2010, qui comprend notamment les morceaux Zoropoto I et Zoropoto II.
Le 13 août 2010, il devient le premier DJ de coupé-décalé à faire un concert en solo dans la plus grande salle de Côte d'Ivoire qui est le Palais de la Culture d'Abidjan.
Depuis 2011, il remplit le Palais de la Culture d'Abidjan chaque 26 décembre.
Inspiré par Lil Wayne, embrassant depuis janvier 2010 le hip-hop[Quoi ?] et surnommé à cet effet « Sao Tao le dictateur », il conceptualise le « nouchi rnb » dans son single[Quoi ?] en duo avec Yvan Trésor.
On observe tout au long de sa jeune carrière, un changement de style vocal et musical. Il est passé du coupé-décalé classique des premières heures de ce mouvement musical à un coupé-décalé plus sophistiqué aujourd'hui[Quand ?]. Sa voix est devenue plus rock, les instrumentaux plus travaillés et plus électroniques, mélangeant des sonorités nouvelles, avec une place importante donnée à la batterie. On parle aujourd'hui d'une sorte d'« African Rock » et d'« African Electro »[Qui ?]. Le morceau Rage 202, par exemple, est un mélange de sonorités heavy metal et coupé-décalé.
Il est considéré à l'extérieur de son pays natal comme l'ambassadeur du coupé-décalé, suivi par Serge Beynaud, qu'il considère comme un rival.
En 2012, il reçoit deux prix : celui du meilleur artiste africain de l'année et celui du meilleur artiste masculin de l'Afrique de l'Ouest au Kora Awards. Un sacre qui le positionne comme un ambassadeur de la musique africaine dans le monde[non neutre]. Fort de son assise sur le continent, il est souvent sollicité pour des collaborations : de Davido (Nigeria) à Toofan (Togo) en passant par J-Martins (Nigeria) sans oublier Fally Ipupa (RD Congo). En 2012, il s'impose sur le marché français, avec « Oulala ». Un morceau en collaboration avec Mokobé, tubes de l'été de la même année.
DJ Arafat signe chez Universal Music Group. Il fait donc son entrée dans une grande écurie de l'industrie musicale qui l'alignera dans son registre des artistes African Pop. Avec son album Renaissance, il s'est fixé pour objectif de remporter un disque d'or. Mais malheureusement il meurt à la suite d'un accident le 12 aout à 8 heures. Ses fans ayant résolus réaliser le rêve de leur artiste ont massivement acheter cet album.

#### Un règne contesté
La fin d'année 2014 voit la suprématie de l'artiste être de plus en plus contestée par ses propres fans. Le succès grandissant de son rival Serge Beynaud avec son morceau Okeninkpin le place pour la première fois depuis cinq ans second des hits urbains ivoiriens sur la fin de l'année 2014. Les auditeurs de la musique ivoirienne commencent, pour une bonne part, à remettre son « titre » de numéro 1 du mouvement coupé-décalé en cause. Il s'avère que le succès d'Okeninkpin en un court laps de temps (sortie octobre 2014, un million de vues du clip vidéo sur YouTube en décembre 2014) contraste avec la timide entrée sur le marché des deux opus de DJ Arafat sur la même période (Trapaty Lomber et 2 Matin 3 le soirs). Sans omettre les nombreux dérapages de l'artiste DJ Arafat sur la même période.
Son style, rock et très rythmique, qui lui avait permis d'innover à l'époque, fait de moins en moins d'émules contrairement au style plus posé et mélodique de son rival Serge Beynaud. Les fans sont de plus en plus réceptifs aux genres « mélodieux », de par l'influence du style nigérian, communément appelé « Naija ».

#### Frasques et scandales
Le nom de ce disc-jockey est souvent au centre de nombreuses polémiques. Il est connu pour ses multiples dérives dans le milieu musical ivoirien, notamment avec Serge Beynaud, Kedjevara, Jessy Matador, DJ Lewis ou encore DJ Rodrigue.

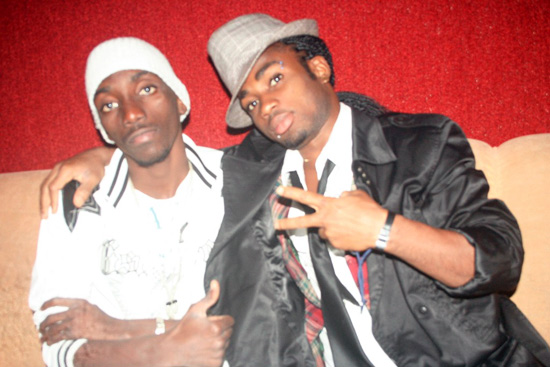
Magicien et BB Sans Os, les danseurs de DJ Arafat.

## Rivalités artistiques

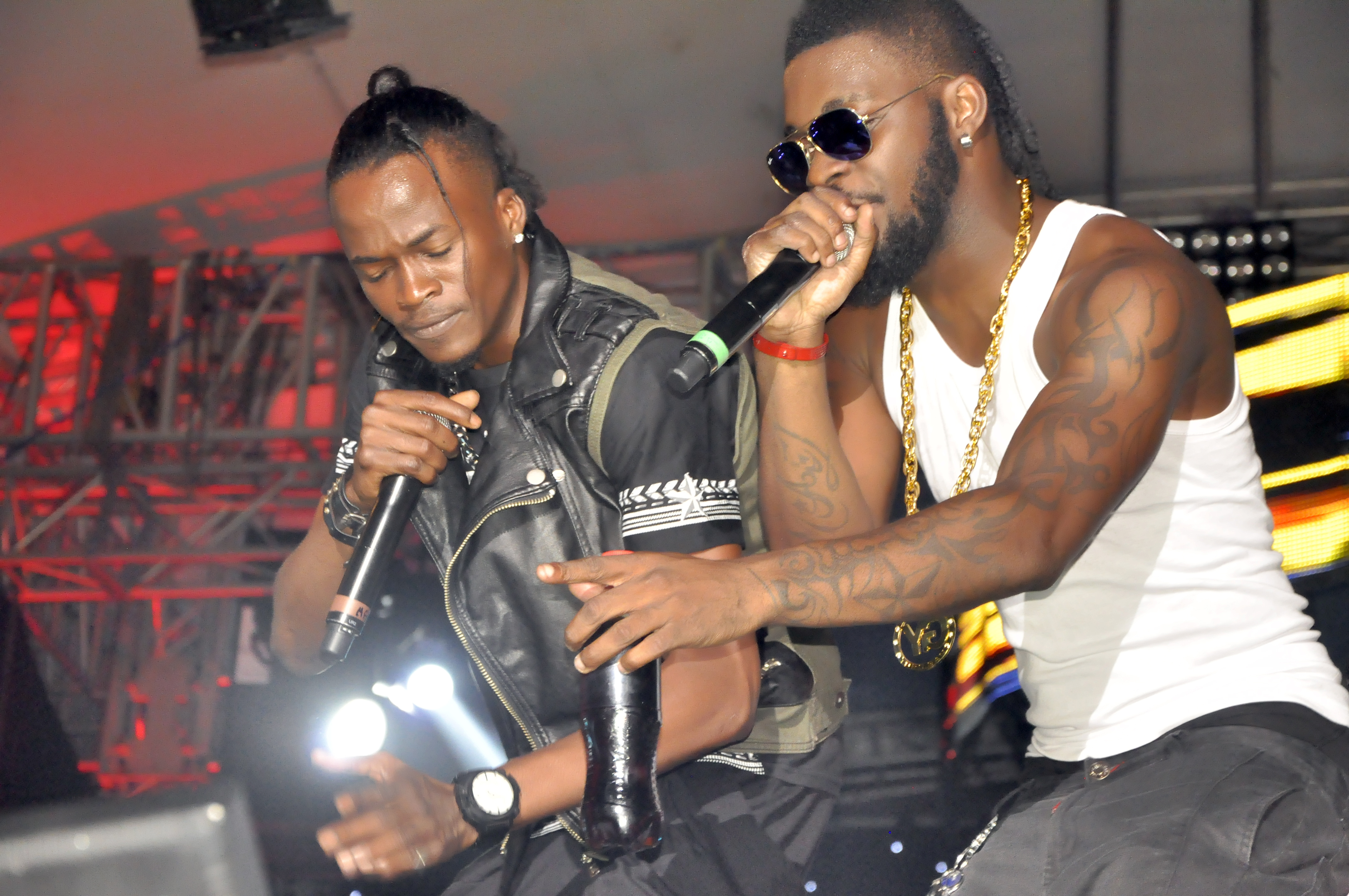
Arafat DJ (à droite) et Debordo Leekunfa sur scène.

### Debordo Leekunfa
En août 2009, après une dispute de leadership, il se sépare de son binôme Debordo Leekunfa avec lequel il a connu le plus de succès. Le duo connaît une crise au point que leurs déclarations dans la presse deviennent pour le moins acerbes : Arafat DJ accuse Debordo Leekunfa d'être « jaloux de son succès » et d'avoir essayé de le tuer en l'empoisonnant. En décembre 2009, les deux chanteurs partisans de la cité de Yopougon (opposé à Marcory dans le milieu musical ivoirien) se réconcilient et donnent pour l'occasion un concert live gratuit de 1h30 au gigantesque maquis le « Monde Arabe » sur la mythique rue Princesse qui a fait le succès d'Arafat DJ.
Dans le courant du mois de septembre 2009, s'ouvre un clash au niveau musical avec le chanteur DJ 5 étoiles, ce dernier reprochant au Yorobo d'avoir plagié l'instrumental de son single Sans Guèbè dans le freestyle de Yorobo dénommé Spot 2009 qui a rencontré le succès. 5 étoiles DJ ouvre le clash dans un freestyle (qui selon les Ivoiriens, n'était pas à la hauteur du talent reconnu à Yorobo) en octobre 2009. Dans le même temps, Arafat DJ subit un grave accident de moto (à la fin du mois d'octobre, le 2e en l'espace de quelques mois) mais s'en sortira après quelques jours passés à l'hôpital. Une semaine après sa sortie, en novembre 2009, il répond à tous ses détracteurs dans un freestyle de dix minutes intitulé Retour en clash (dont la version courte est Djessimidjeka) ou il s'auto-proclame l'Apache 8 500 volts.
Juste avant la sortie de son album Gladiator, une querelle sépare le Yorobo de son célèbre danseur Magicien, qui fut l'un des premiers danseurs du DJ. Ainsi, Magicien décide de faire carrière seul, et sort un single intitulé « Placali », dont la danse ressemble étrangement au Zoropoto du Yorobo. Une autre occasion de discorde, quand on se souvient que la querelle qui séparait Arafat et DJ Lewis avait pour motif similaire la création de la danse « lèbèdè ». Par ailleurs Arafat fera cas du passé de Magicien dans une de ses chansons ou il raille l'endroit de vie de son ex danseur.
En janvier 2011, la rivalité entre DJ Arafat et Debordeaux Leekunfa reprend de plus belle, à l'instar de Notorious B.I.G. et Tupac aux États-Unis dans les années 1990. Dans le morceau Rage 202, DJ Arafat lance une pique à son ancien binôme : « on est fatigué d'écouter ton seul morceau trévéli-trévélou ». Car depuis près de deux ans, Debordeaux n'avait plus sorti de nouveau titre, préférant effectuer des tournées de longue durée à l'étranger. Cependant la réponse de Debordeaux DJ (désormais « Opa la nation » - « Le père de la nation ») ne se fait pas attendre, ce dernier répond au Yorobo dans un morceau intitulé « Vérité » alliant vulgarité et confession. Deux jours après la diffusion de ce titre, DJ Arafat répond à Debordeaux DJ avec le morceau « Reste tranquille Rantanplan » sans prendre de gants. Ensuite il a eu des problèmes avec de multiples personnes tels que Tya Vuitton (son ex meilleur ami), Francky Dicaprio, etc.

### Francky Dicaprio
Lors d'une virée nocturne à Yopougon en juillet 2013, DJ Arafat affirme que l'artiste Francky Dicaprio, l'auteur du tube Fatiguer Fatiguer, n'est plus d'actualité depuis fort longtemps, qu'il devrait chanter Réveiller Réveiller. Francky Dicaprio ne digère pas cette sortie et met sur le marché un morceau « clash » à l'endroit de DJ Arafat, un opus où il accuse DJ Arafat de pratiquer de la sorcellerie en buvant « du sang humain » afin de demeurer le meilleur sur scène. DJ Arafat réplique dans un morceau clash où il affirme que Francky Dicaprio aurait contracté le VIH mais qu'il cacherait sa maladie à ses « maîtresses ».

### Serge Beynaud
La discorde entre les deux géants du coupé-décalé commence avec la sortie du single Talehi de Serge Beynaud en début d'année 2014, dans lequel il accuse des artistes d'être hypocrites à son égard, et d'essayer de lui mettre des bâtons dans les roues. Selon les indiscrétions du milieu musical ivoirien, les accusations s'adressaient à son ancien collègue Bebi Philip. Néanmoins, DJ Arafat le prend comme une attaque personnelle. Malgré l'échec du single Talehi, DJ Arafat met en ligne sur Facebook une vidéo où il clashe Serge Beynaud en le traitant de « pédé ». Une vidéo parsemée d'injures homophobes, où il explique que Serge Beynaud serait l'amant de son producteur David Monsoh. Serge Beynaud décide de ne pas répondre et de couper toutes amitiés avec ce dernier. Dès la publication de la vidéo de DJ Arafat, les réactions d'indignation fusent au travers de tweets et statuts Facebook. DJ Arafat, réalisant son erreur, s'excuse publiquement.
Lors des « Afrimma Awards » à Dallas aux États-Unis, Serge Beynaud et DJ Arafat se retrouvent logés dans le même hôtel, avec par ailleurs, de nombreux artistes africains tels que Fally Ipupa, Flavour, Iyanya ou encore Eddy Kenzo. Fally Ipupa tente une réconciliation entre les deux maîtres du coupé-décalé, DJ Arafat accepte tandis que Serge Beynaud refuse de lui serrer la main en présence de nombreux artistes nigérians. DJ Arafat le perçoit comme une humiliation et publie une vidéo dans laquelle il accuse Serge Beynaud de ne pas honorer la musique ivoirienne devant les « étrangers » et de salir le nom du mouvement coupé-décalé en n'étant pas solidaire. Il en profite pour demander une seconde fois pardon à Serge Beynaud pour les propos qu'il a pu tenir auparavant.
En septembre 2014, fort du succès de Serge Beynaud avec Okeninpkin, DJ Arafat décide de publier une vidéo où il adopte la chorégraphie d'Okeninkpin afin de prouver une troisième fois qu'il n'éprouve aucune haine à l'encontre de Serge Beynaud. Ce dernier répond pour la première fois dans une vidéo où il affirme ne pas croire en la sincérité de DJ Arafat mais néanmoins ne pas garder rancune contre son rival. En octobre, lors d'un showcase à Marcory, DJ Arafat affirme que « ceux qui dansent des concepts créés par des homosexuels sont eux-mêmes gay ». Les réactions d'indignations fusent à son égard, les mélomanes ivoiriens[Qui ?] voient en cet énième dérapage une attaque contre Serge Beynaud à propos de sa danse Okeninkpin. Certains homosexuels l'accusent d'homophobie sur les réseaux sociaux. Invité le mercredi 26 novembre 2014 à l'émission à succès dénommé C'Midi sur RTI, il affirme que son triomphe lui vient des clashs, et qu'il aime provoquer ses « camarades » afin de les « amener à travailler en les poussant dans leur retranchement ». Les affrontements et les rivalités seraient pour lui une source d'inspiration et de challenge qui incitent à produire le meilleur de ses capacités.

## Mort
Dans la nuit du 11 août 2019, à 22 h 35 à Abidjan, DJ Arafat est impliqué dans un accident de la route : sa moto percute violemment une voiture conduite par une journaliste de Radio Côte d'Ivoire, Denise Delaphafiet. Inconscient, il est admis aux urgences à la polyclinique des Deux Plateaux. Il souffre, notamment, d'une fracture du crâne et d'un œdème lié au non-port du casque,. Les médecins ne parviendront pas à le réanimer et il décède des suites de ses blessures le 12 août 2019 aux environs de 8 heures GMT,. L'annonce de sa mort donne lieu à des scènes d'hystérie parmi ses fans. En effet, l'annonce du décès de DJ Arafat par la télévision nationale ivoirienne est perçue comme une onde de choc. La polyclinique des Deux Plateaux d'Abidjan dans laquelle il a été transporté et où le décès a été déclaré est prise d'assaut par les populations qui ne croyaient pas en cette nouvelle. Le décès du « Yorobo » (un autre de ses surnoms) suscite un émoi national en Côte d'Ivoire : dirigeants politiques, stars de football et artistes de renom se succèdent pour « saluer son talent ».
Une cérémonie est organisée au stade Félix-Houphouët-Boigny, à Abidjan, pour lui rendre hommage, Cérémonie qui rassemble plus de 10 000 personnes. Le quartier du stade est quadrillé dès le matin par les forces de l'ordre. Quelque 6 500 hommes sont déployés, selon la radio-télévision publique ivoirienne, pour éviter les débordements. Des écrans géants sont installés dans des quartiers populaires d'Abidjan, dont Yopougon, Koumassi, Abobo, ainsi qu'à Cocody-Angré où résidait DJ Arafat, pour suivre la cérémonie qui était aussi retransmise en direct par la Radio-Télévision publique ivoirienne.
L'artiste ivoirien était reconnu sur tout le continent et dans le monde entier. Il a été célébré de Libreville à Cotonou. À Abidjan, la crème de la musique africaine avait fait le déplacement. Plus de 50 artistes congolais, maliens, sénégalais ou camerounais ont ainsi défilé sur scène dont le Congolais Fally Ipupa, le Français Dadju, DJ Mix, Davido, Sidiki Diabaté ou encore Koffi Olomidé se sont produits. Des personnalités comme Didier Drogba étaient aussi présentes, ainsi que des hommes politiques comme Kandia Kamara, Hamed Bakayoko, le ministre de la Défense, proche du chanteur.
Il est enterré le 31 août 2019 au cimetière de Williamsville. À peine inhumé, son tombeau est profané par des fans mécontents d'avoir été refoulés du cimetière,.
En juin 2025, l'organisme de certification, Africa Music & Charts (AMC) rend hommage à DJ Arafat, pour l'ensemble de sa contribution a la musique culturelle africaine.

## Affaires judiciaires

### Violences conjugales
En 2011, une polémique naît d'une vidéo affichant DJ Arafat en état d'ivresse et portant main sur son ex-compagne Alexia Vody Joséphine Zeplenou. La vidéo met en scène DJ Arafat, accusant la jeune fille de l'avoir trompé avec son seul sponsor Jean-Olivier Akoun, cassant une assiette sur la tête d'Alexia Vody. Les réactions fusent et plusieurs associations pour le droit des femmes montent au créneau. La vidéo aurait été publiée par son ex-ami Tya Vuitton, avec qui il était en discorde.
Néanmoins, la jeune Alexia, refuse de porter plainte contre l'artiste et publie une vidéo pour demander aux mélomanes de « se mêler de ce qui les regarde ».

## Vie privée
Houon a eu 5 enfants avec 4 femmes.
La première est Aurelia, la mère de Lachoina et d'Ezechiel. La deuxième est Aicha Ballo, la mère de Mael. La 3e est Alexia Vodi, la mère d'Owen et la dernière est Carmen, la mère de Rafna. Il était fiancé et préparait son mariage.

## Postérité
Les nombreux hommages qui lui sont rendus témoignent de son rayonnement international : « Le petit est parti. Il a vécu comme une étoile filante. Nous sommes tous effondrés. Dans le style du zouglou, à l'international, il y a Magic System. Pour le coupé-décalé, c'était DJ Arafat… C'est une grande perte pour la musique ivoirienne », regrette A'salfo, le leader du groupe Magic System, contacté par Jeune Afrique.
Ses funérailles se sont déroulées du 30 août 2019, 10 heures, au 31 août 2019, 7 heures du matin, réunissant sa famille, ses fans affectueusement appelés chinois (plus de 35 000 personnes qui remplirent le plus grand stade du pays), un grand nombre d'artistes venus de tous les horizons ainsi que des personnalités politiques. Pendant presque 24h donc, un grand hommage retranscrit en direct pour les fans du monde entier, riche en émotions, fut rendu à l'artiste afin de lui dire adieu comme il le méritait selon tous. Durant cet hommage, il y eut des prestations émouvantes comme celle de Sidiki Diabaté (qui offrit son disque de platine au Daïshi), de DJ Mix, de Tenor, des danseurs ; un discours de ses enfants (Maël, Lachoina et Ézéchiel) au nom de tous les enfants Houon ; la reprise de ses plus grand tubes, et des prières en faveur du repos de son âme. Puis, à la fin de l'hommage (ponctué par un tour d'honneur du Daïshi tout autour du stade), il fut accompagné à sa dernière demeure par ses proches, pour une cérémonie plus intime au cimetière de Williamsville.

## Discographie

### Albums studio
- 2003 : Goudron noir
- 2005 : Femmes
- 2008 : Don de Dieu (Roi du Kpangor)
- 2009 : Attalaku Eto'o vol. 1 (mixtape)
- 2010 : Gladiator
- 2012 : Commandant Zabra
- 2012 : Kpankaka
- 2013 : Chebeler
- 2016 : Yorogang (mixtape)
- 2019 : Renaissance

### Singles
- 2003 : Hommage à Jonathan
- 2005 : Kpangor
- 2005 : Confirmation Kpangor
- 2006 : À nous la victoire avec Meiway
- 2009 : Djessimidjeka (Atalaku October 2009)
- 2009 : Maman Serie la Paix CLK
- 2010 : Zoropoto 12500 Volts
- 2012 : Frapper Naboula
- 2013 : Ketebo
- 2013 : Ketebo Reload
- 2015 : Maplorly
- 2015 : C'est moi
- 2015 : Kouaiba feat. MC One
- 2018 : Kaikilada
- 2018 : Dosabado
- 2018 : Pandoukoule
- 2018 : Ça bouai
- 2019 : Lekile
- 2019 : Maman
- 2019 : Moto-Moto
- 2019 : Je vais les tuer
- 2019 : Ventripotent feat. Naza
- 2020 : Kong

## Distinctions
Officier dans l'ordre du mérite culturel ivoirien,.